# Грейтер-Бендиго
Грейтер-Бендиго (англ. Greater Bendigo National Park) — национальный парк, расположенный в районе Лоддон-Малли штата Виктория в Австралии. Расположен в 130 км к северо-западу от Мельбурна вокруг города Бендиго. Площадь парка составляет 17 020 га.

## История
Первоначально земля вокруг сегодняшнего города Бендиго на протяжении тысячелетий была заселена племенем аборигенов Джа Джа Вуррунг. В 1830-х и 1840-х годах этот район впервые заселили овцеводы европейского происхождения. В 1850-х годах началась золотая лихорадка, и золотоискатели по крупицам перекапывали землю. Многие следы этих искателей золота всё ещё можно найти в парке сегодня, например, туннели, дамбы и старые отводные пути для ручьёв.
Позже важнейшей отраслью экономики в этом регионе стало производство эвкалиптового масла, наряду с производством древесного угля, особенно в северной части нынешнего национального парка вокруг Камароки. На сегодняшний день из-за вырубки леса утрачено 83 процента типичного для этого региона эвкалиптового леса.

## Растительность
Создан в 2002 году на базе бывшего государственного парка Уипстик, государственного парка Камарука, регионального парка Уан-Три-Хилл, государственного леса Мандуранг и государственного леса Сандхерст. Парк в основном состоит из густого и рыхлого эвкалиптового леса. Преобладающими типами эвкалипта являются группа т. н. эвкалиптов с железной корой, кустарниковые заросли с Melaleuca uncinata и кустарники Eucalyptus froggattii. Весной парк особенно известен своими красочными полевыми цветами.

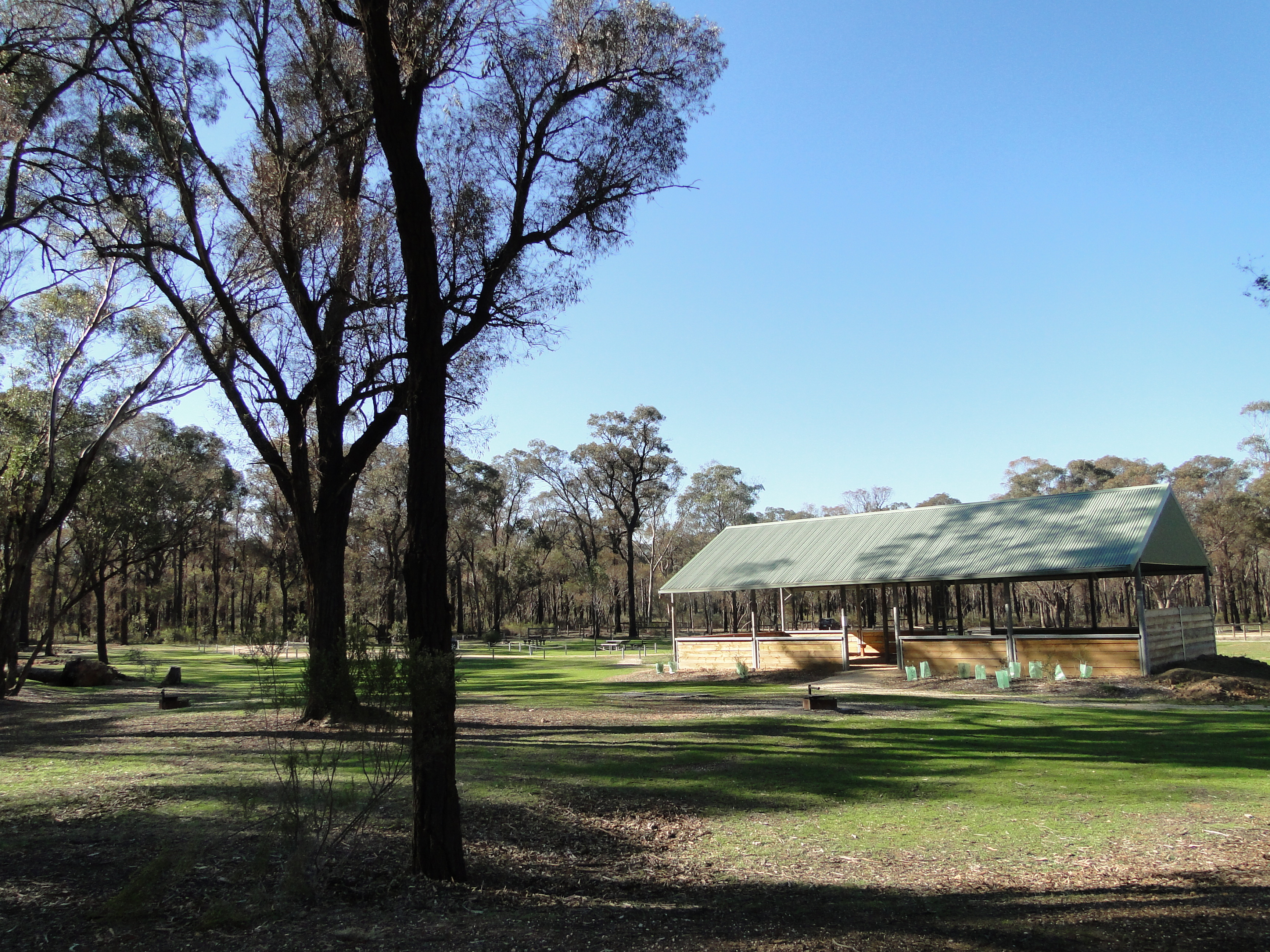
Кемпинг Нотли
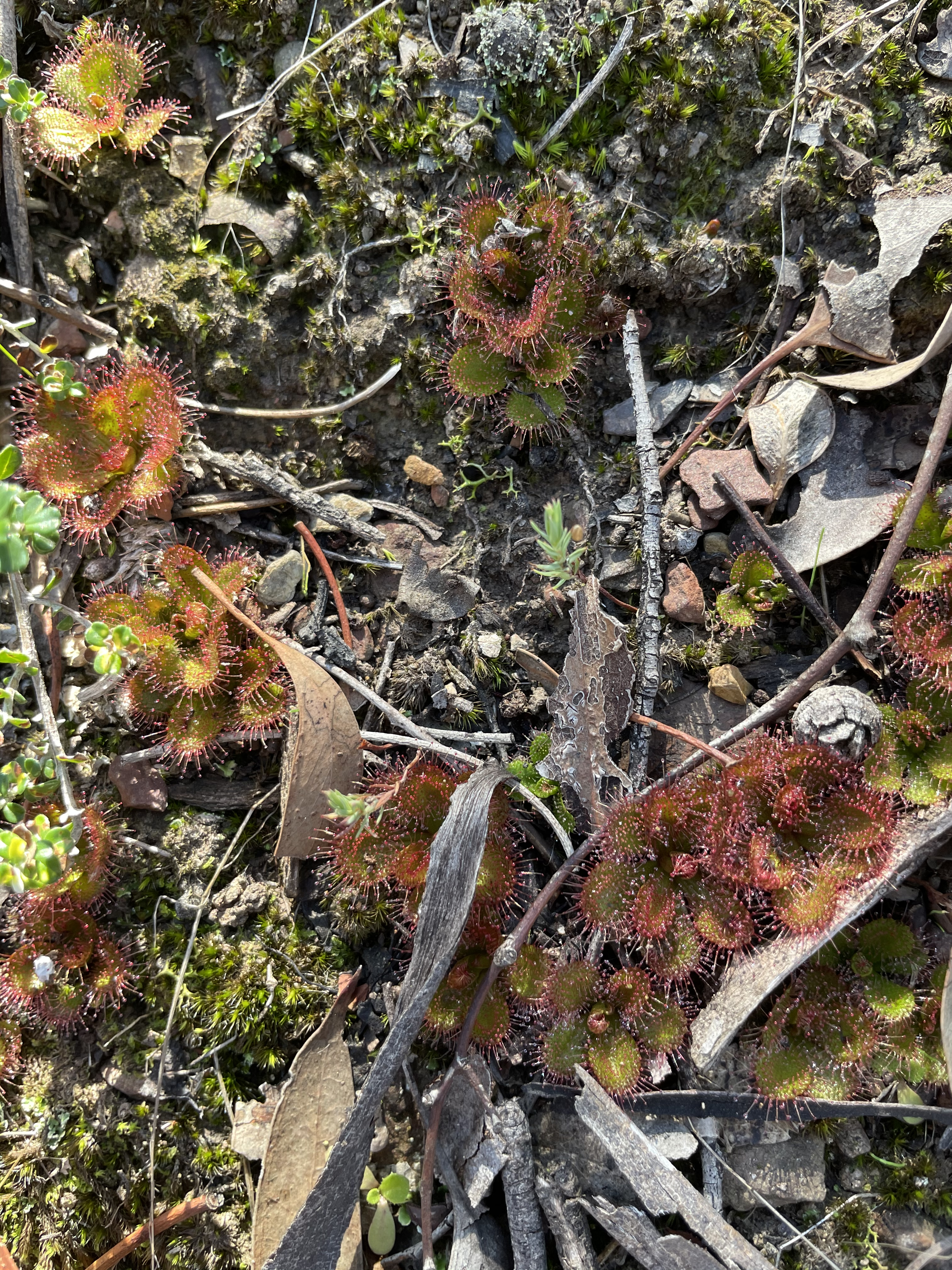
Росянка D. aberrans
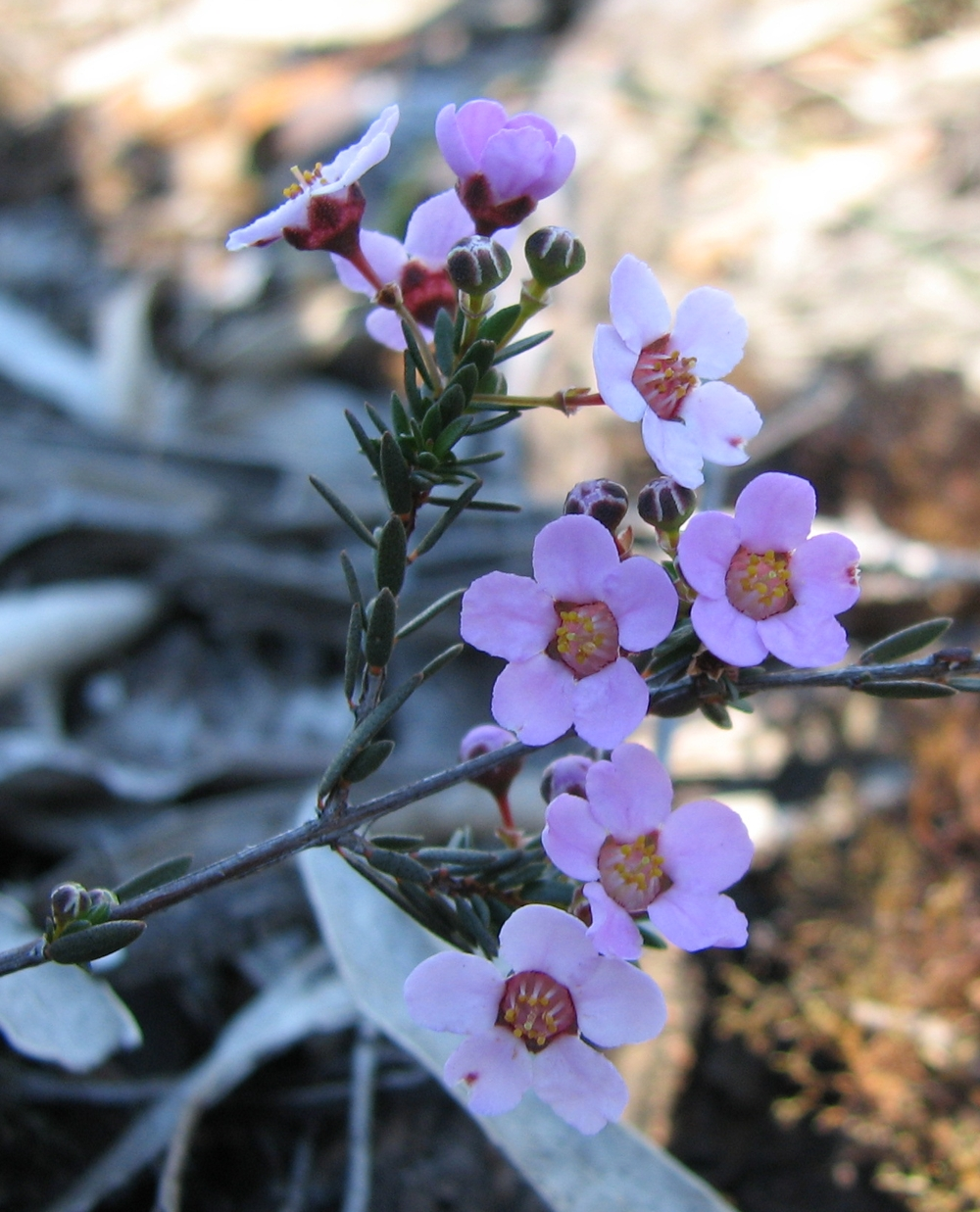
Euryomyrtus ramosissima
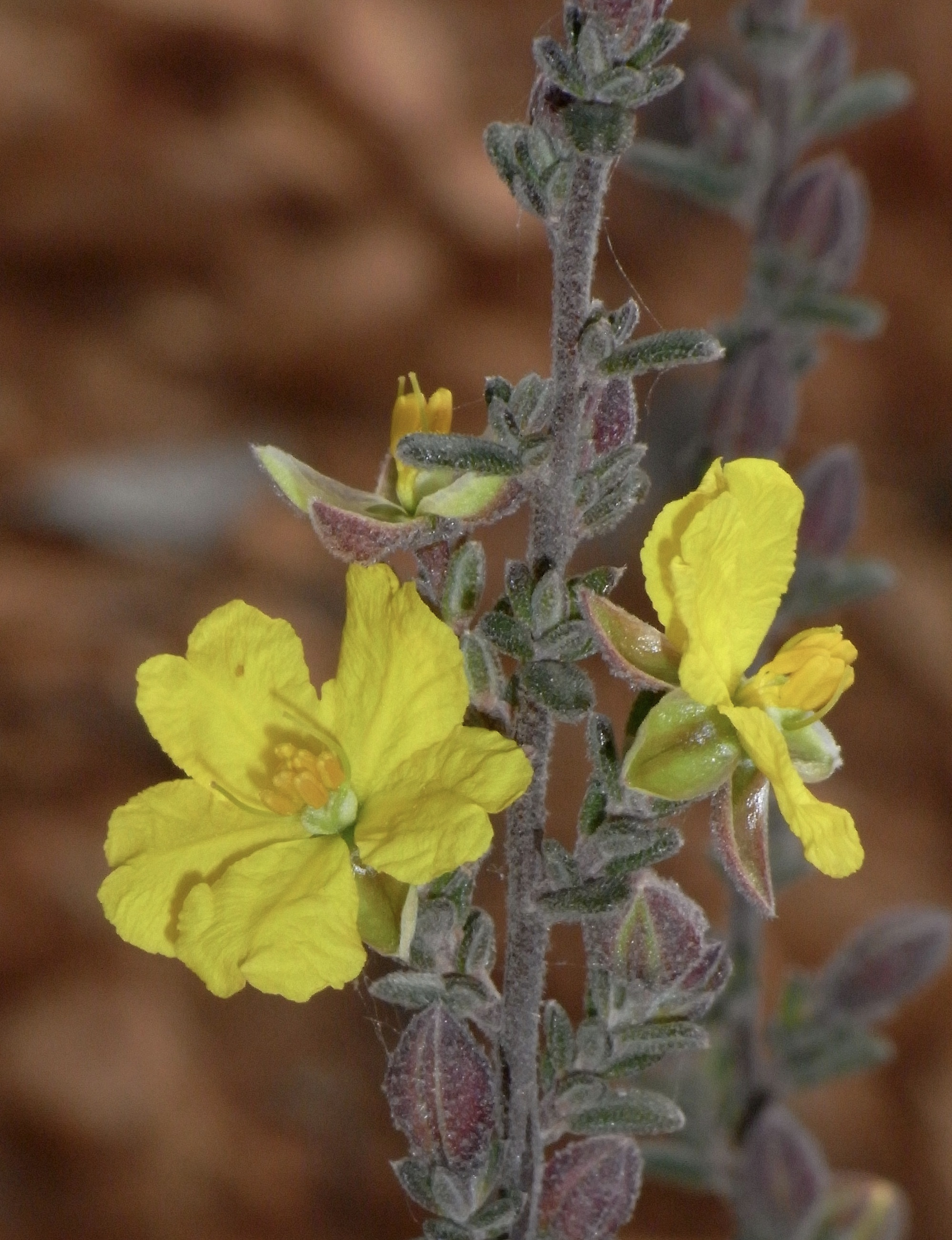
Hibbertia crinita
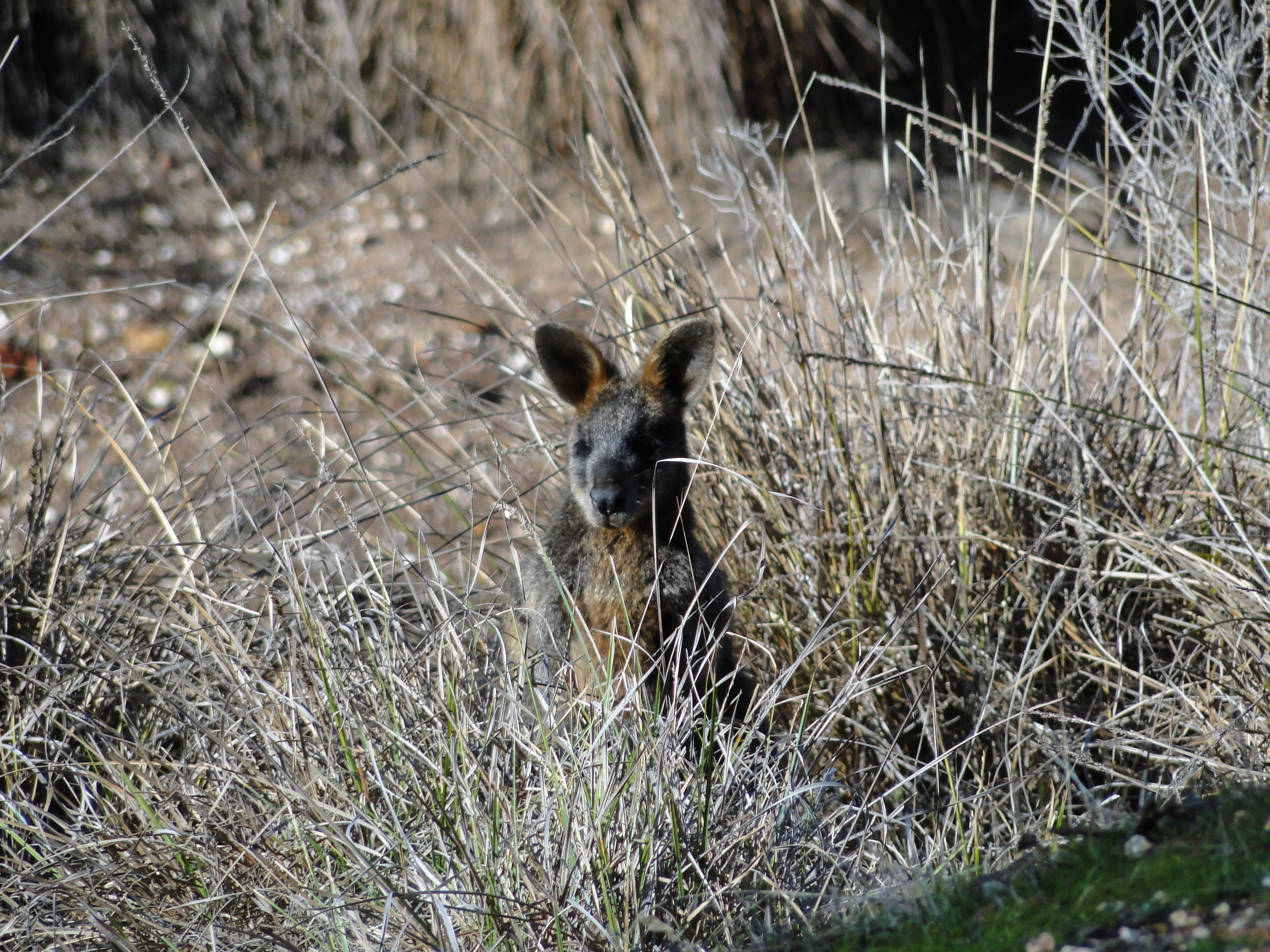
Болотный валлаби

## Орнитологический район
Большая часть парка находится в Ключевой орнитологической территории (IBA) Бендиго-Бокс-Айронбарк, определенной BirdLife International из-за её важности для популяций ласточкового попугая и других лесных птиц.